# Марковський (Стерлітамацький район)
Ма́рковський (рос. Марковский, башк. Марковка) — присілок у складі Стерлітамацького району Башкортостану, Росія. Входить до складу Підлісненської сільської ради.
Населення — 1 особа (2010; 5 в 2002).
Національний склад:
- росіяни — 60%
- чуваші — 40%